# Raukar

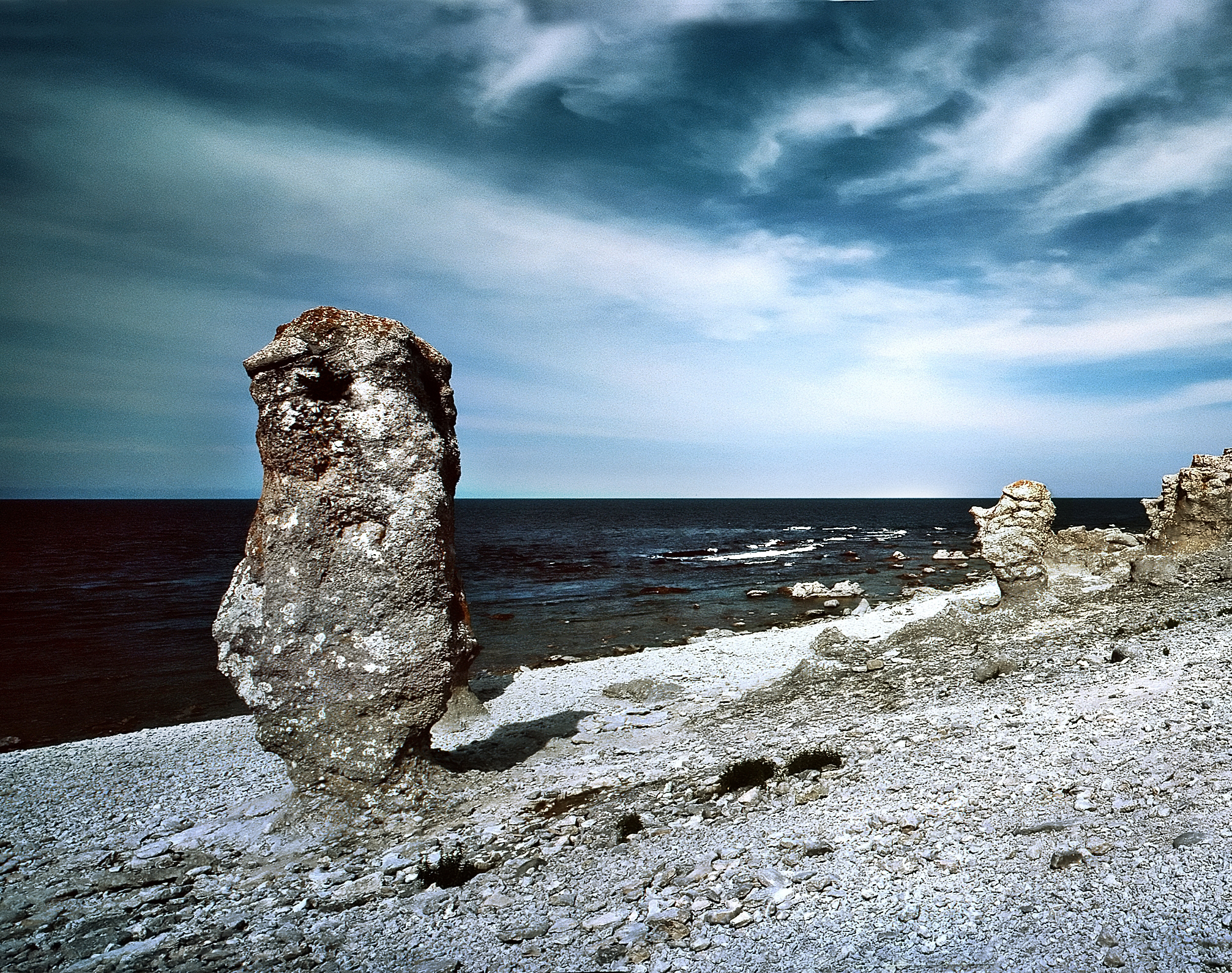
Rauk en la isla de Fårö.

Los raukar (en sueco; singular: rauk) son una formación geológica en forma de pilares de extrañas y sugerentes formas esculpidos por el mar en las rocas sedimentarias a partir de la última glaciación. Estas formas se deben a la diferencia de dureza de la piedra caliza y las margas que hace que la erosión cause efectos desiguales. 
Los raukar se elevan en algunos casos más de diez metros por encima del agua y se encuentran a lo largo de las costas del mar Báltico de la gran isla sueca de Gotland y también de las más pequeñas islas de Fårö y Lilla Karlsö, situadas justo al norte y al oeste de Gotland. Hay también raukar en un lugar de la isla de Öland, la otra gran isla sueca del mar Báltico. 
Estas esculturas de piedra fueron comparadas por Carl von Linné con «estatuas, caballos y todo tipo de espíritus y demonios». Los raukar más conocidos, también porque son accesibles para los turistas, están situados en el extremo suroeste de Gotland y se llaman Hoburgsgubben.
El término rauk es una palabra sueca desde 1852 y proviene del antiguo nórdico.